# Batrachoseps campi
Batrachoseps campi é uma espécie de salamandra da família Plethodontidae.
É endémica dos Estados Unidos da América.
Os seus habitats naturais são: matagal de clima temperado e nascentes de água doce.
Está ameaçada por perda de habitat.